# A Timely Interception
A Timely Interception è un cortometraggio muto del 1913 diretto da D.W. Griffith e scritto da Christy Cabanne.

## Produzione
Il film fu prodotto dalla Biograph Company. Venne girato in California e a Nogales, in Arizona.

## Distribuzione
Distribuito dalla General Film Company, il film - un cortometraggio di una bobina - fu presentato nelle sale cinematografiche statunitensi il 7 giugno 1913.
Ne venne fatta una riedizione che uscì il 9 luglio 1915.